# Les Gitans (album)
Pour l’article homonyme, voir Les Gitans (chanson).
Albums de Dalida
Gondolier
(1958) Le disque d'or de Dalida
(1959)
Les Gitans est le quatrième album de la chanteuse française Dalida, publié en octobre 1958, par Barclay Records (numéro de catalogue 80 094 Ⓜ et 981 109-7 ).

## Liste des pistes
Barclay - 80 094.
| 1. | Les Gitans                                             | Hubert Giraud, Pierre Cour                     | 3:35 |
| 2. | Aïe! mon cœur (La Portuguesa)                          | Eddy Marnay & Enrique Escudé Cofiner           | 2:15 |
| 3. | Inconnu mon amour (Tiré du film : Rapt au 2ème bureau) | Hubert Giraud, Jean Broussolle, Pierre Delanoë | 2:20 |
| 4. | Adieu monsieur mon amour                               | Jean Broussolle, Sidney Norman, Ted Gilbert    | 2:39 |
| 5. | Rendez-vous au Lavandou                                | André Pascal, Paul Mauriat                     | 3:07 |

| Face B | Face B                                                       | Face B                                            | Face B | Face B | Face B | Face B | Face B | Face B | Face B |
| No     | Titre                                                        | Auteur                                            | Durée  |        |        |        |        |        |        |
| ------ | ------------------------------------------------------------ | ------------------------------------------------- | ------ | ------ | ------ | ------ | ------ | ------ | ------ |
| 1.     | Dans le bleu du ciel bleu (Nel Blu Dipinto Di Blu - Volare)) | Domenico Modugno, Franco Migliacci, Jacques Larue | 2:51   |        |        |        |        |        |        |
| 2.     | Je pars                                                      | Fernand Bonifay, Morty Craft, Selma Craft         | 2:29   |        |        |        |        |        |        |
| 3.     | Timide sérénade                                              | Jean Broussolle, Nicola Salerno & Luigi Pulci     | 2:55   |        |        |        |        |        |        |
| 4.     | Marchande de fruits                                          | Jean-Yves Gran                                    | 2:50   |        |        |        |        |        |        |
| 5.     | Dieu seul (Love Me For Ever)                                 | Gary Lynes & Pierre Delanoë                       | 2:27   |        |        |        |        |        |        |
| 27:55  |                                                              |                                                   |        |        |        |        |        |        |        |

## Singles
- 1958 : Dans le bleu du ciel bleu
- 1958 : Je pars
- 1958 : Aïe! Mon cœur
- 1958 : Les Gitans

## Réédition
L'album est ressorti en 2002 en édition limitée numérotée à 1000 copies dans le même format vinyle 10" qu'à sa sortie en octobre 1958.  En 2004, l'album sort pour la toute première fois en CD.

## Voir Aussi
- Dalida
- Discographie de Dalida